# Saint-Lary-Boujean

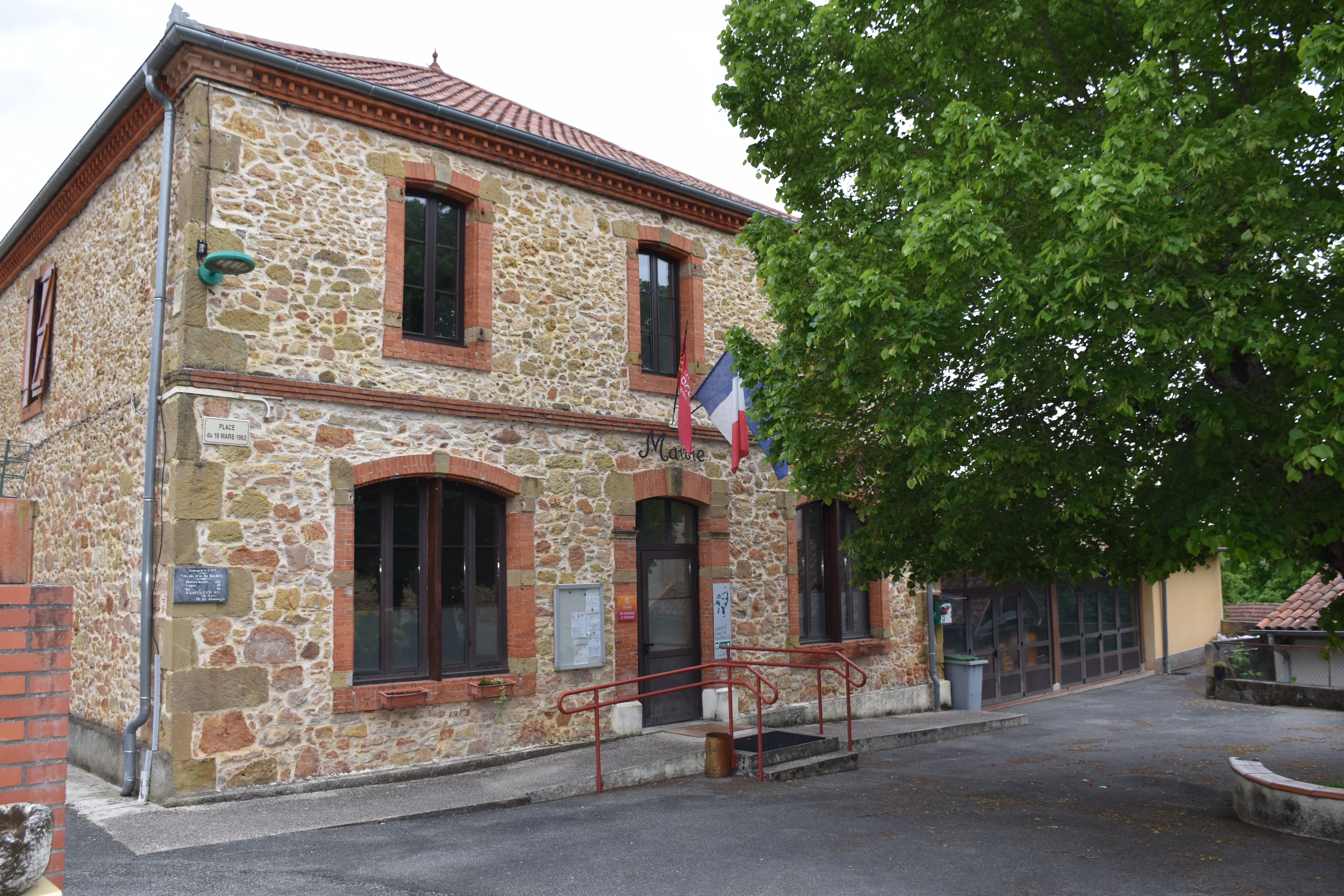
Mairie von Saint-Lary-Boujean

Saint-Lary-Boujean  ist eine französische Gemeinde mit 127 Einwohnern (Stand: 1. Januar 2022) im Département Haute-Garonne in der Region Okzitanien. Sie gehört zum Arrondissement Saint-Gaudens und zum gleichnamigen Kanton.
Nachbargemeinden sind Charlas im Nordwesten, Saman im Norden, Ciadoux im Nordosten, Cassagnabère-Tournas im Osten, Saint-Marcet im Süden und Cardeilhac im Westen.

## Bevölkerungsentwicklung
| Jahr                      | 1962 | 1968 | 1975 | 1982 | 1990 | 1999 | 2008 | 2015 | 2019 |
| ------------------------- | ---- | ---- | ---- | ---- | ---- | ---- | ---- | ---- | ---- |
| Einwohner                 | 152  | 129  | 129  | 127  | 137  | 116  | 118  | 136  | 132  |
| Quelle: Cassini und INSEE |      |      |      |      |      |      |      |      |      |

## Sehenswürdigkeiten
- Kirche St-Hilaire, erbaut im 19. Jahrhundert